# 大乗荘厳経論
『大乗荘厳経論』（だいじょうしょうごんきょうろん、梵: Mahāyāna-sūtra-alaṃkāra, マハーヤーナ・スートラ・アランカーラ）は、瑜伽行唯識学派の開祖、弥勒の5部論のなかの1論である。
原名は、「マハーヤーナ」（mahāyāna）が「大乗」、「スートラ」（sūtra）が「経」、「アランカーラ」（alaṃkāra）が「荘厳（装飾）」、総じて「大乗経の荘厳」という意味である。
漢訳の『大乗荘厳経論』は13巻。無著（asaṅga、5世紀頃）造と伝えられるが、偈頌（韻文）の部分は弥勒（maitreya、4世紀後半頃）の作であり、無著が授かって世に弘め、長行（散文）の部分は、偈頌に対する註釈として、世親（vasubandhu、5世紀ごろ）が兄無着の教えをうけて著わしたものと認められる。

## 翻訳
- 大乗荘厳経論 唐の貞観3-7年ごろ（630-3年）、波羅頗迦羅蜜多羅（prabhākaramitra, 627-633年在中国）訳。T31, pp.590-661
- チベット訳〔頌〕東北目録108,pp.1-19、〔無性の註〕東北目録108,pp.138-199

## テキスト
サンスクリット原典はシルヴァン・レヴィ(Sylvain Lévi)によってネパールで発見され、1907年その校訂本を出版し、つづいて1911年フランス語訳を発表した。また長尾雅人はレヴィ出版本にもとづいてサンスクリット・チベット語訳・漢訳対照の索引を発表した。本論に対するインド人の註釈としては無性（asvabhāva、6世紀前半ごろ）の註および安慧（sthiramati、6世紀ごろ）の註があり、チベット大蔵経の中に収められている。
漢訳に関する註釈は、慧浄（578-645）の疏があったと伝えられるのみである。